# Drömbrud för sex
Drömbrud för sex (originaltitel: What a Way to Go!) är en amerikansk film från 1964. Den är regisserad av J. Lee Thompson. Filmen hade svensk premiär den 28 september 1964.  Shirley MacLaine spelar en rik änka som hos en psykolog berättar om sina tidigare äktenskap.

## Rollista (i urval)
- Shirley MacLaine - Louisa May Foster
- Paul Newman - Larry Flint
- Robert Mitchum - Rod Anderson, Jr.
- Dean Martin - Leonard Crawley
- Gene Kelly - Pinky Benson
- Robert Cummings - Dr. Victor Stephanson
- Dick Van Dyke - Edgar Hopper
- Reginald Gardiner - Målare
- Margaret Dumont - Fru Foster
- Lou Nova - Trentino